# Cadzand

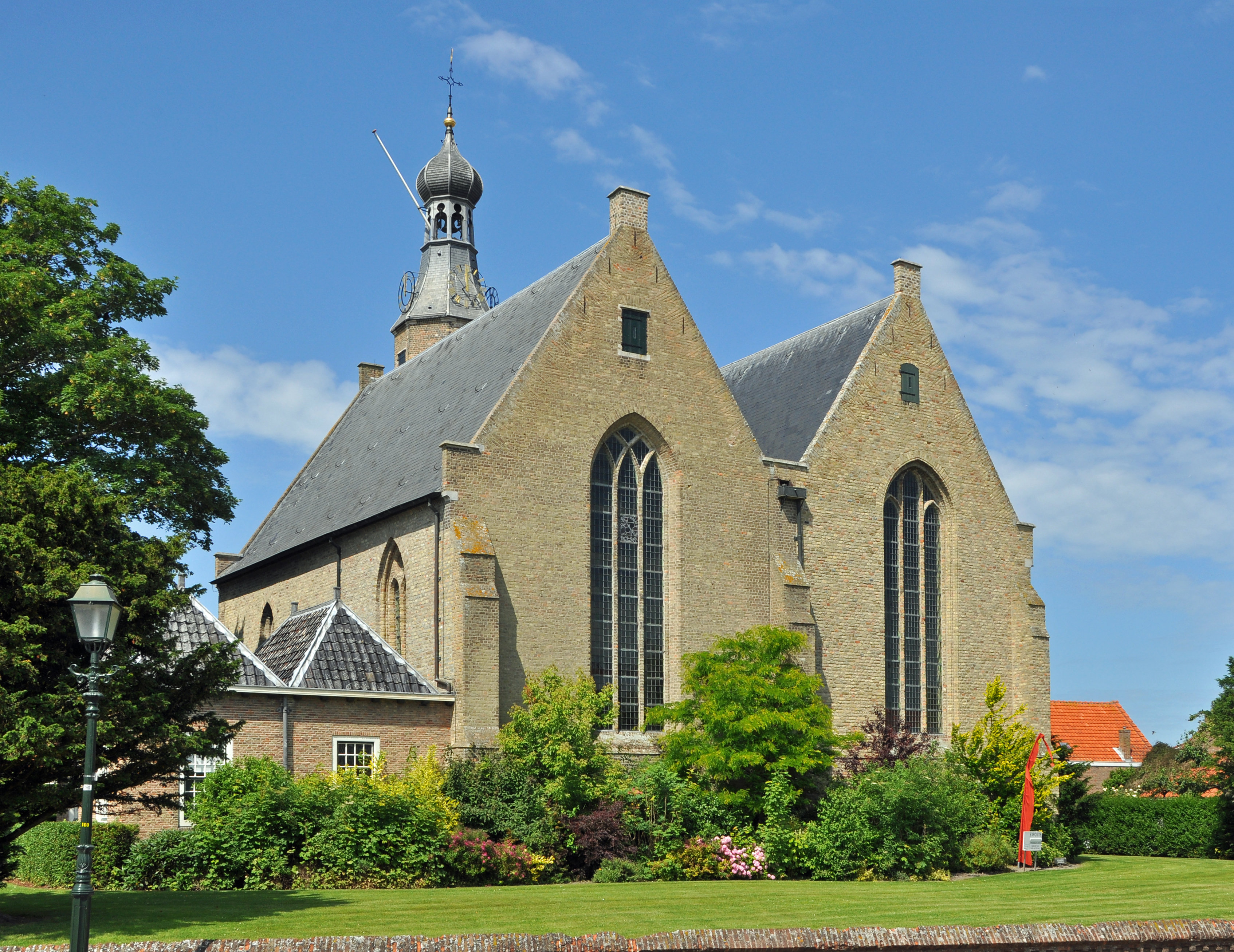
La Chiesa di Santa Maria, edificio classificato come rijksmonument

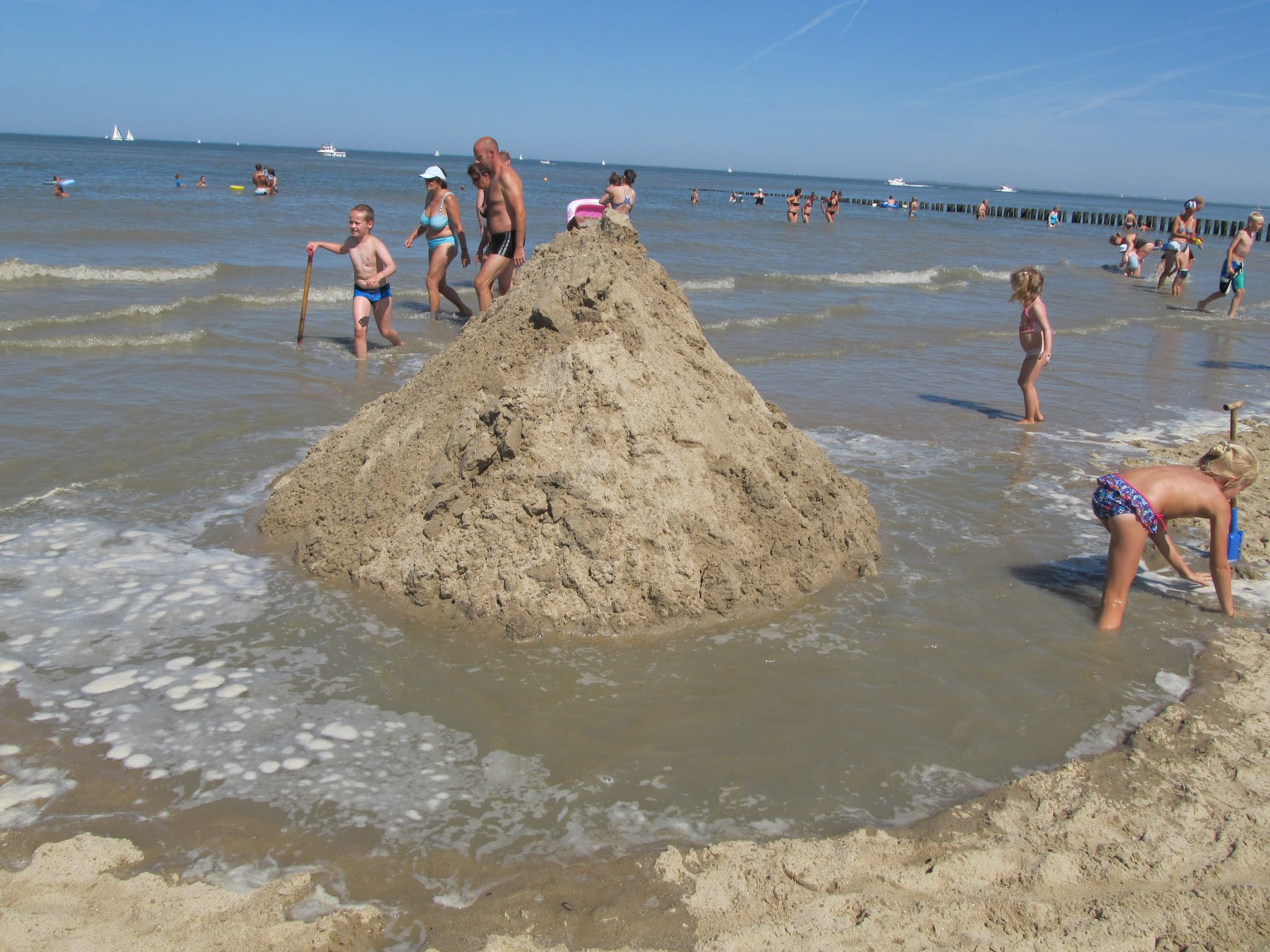
La spiaggia di Cadzand-Bad

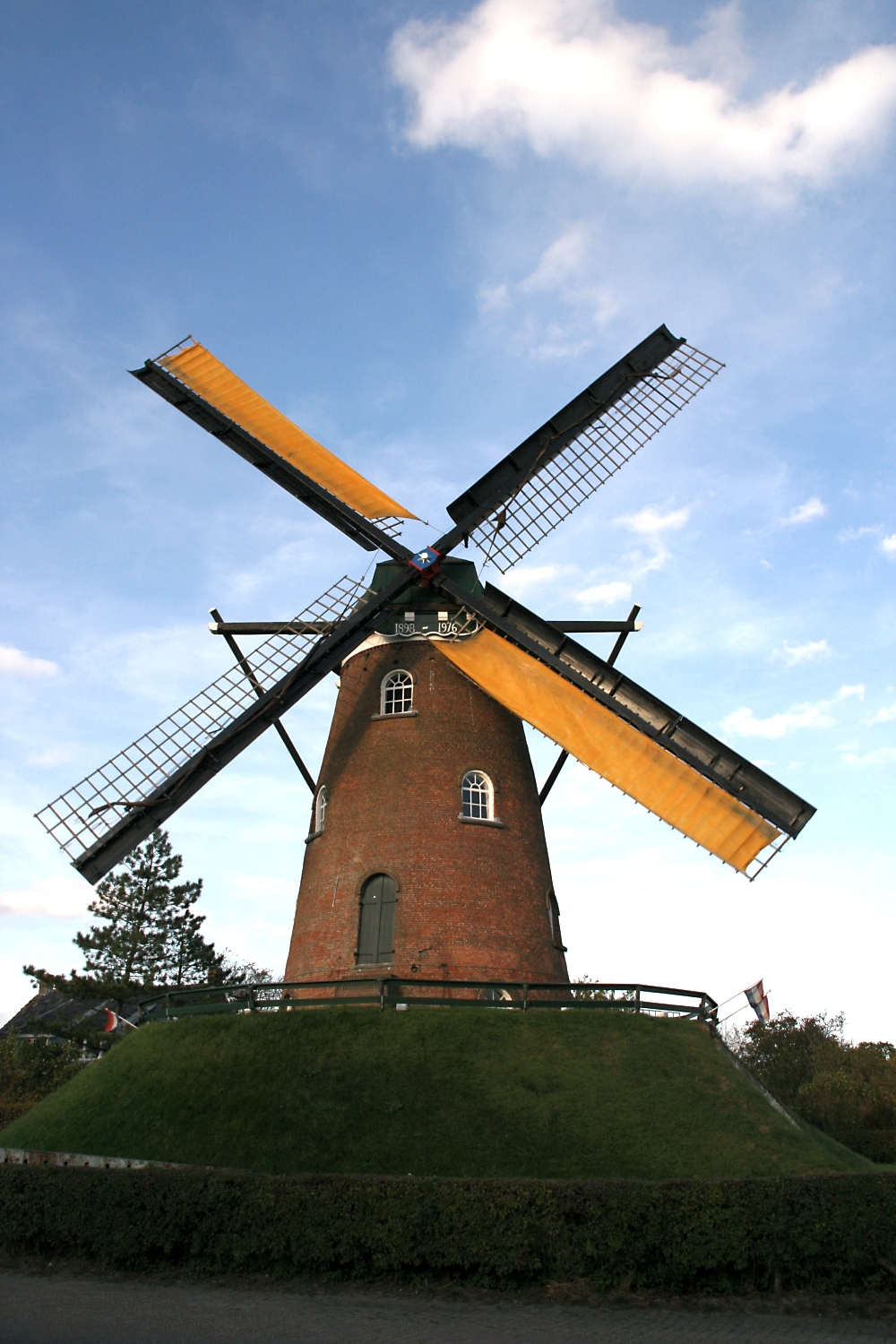
Il mulino Nooitgedacht, altro rijksmonument di Cadzand

Cadzand  (in dialetto fiammingo occidentale e in zelandese: Kezand; 800 ab. ca.) è un villaggio della costa sud-occidentale della provincia della Zelanda, nel sud-ovest dei Paesi Bassi, situato nella regione delle Fiandre zelandesi (Zeeuws Flanderen), regione al confine con il Belgio; dal punto di vista amministrativo, si tratta di un ex-comune, dal 1970 accorpato al comune di Oostburg, comune a sua volta accorpato nel 2003 alla municipalità di Sluis. Dell'agglomerato urbano fa parte anche la popolare stazione balneare sul Mare del Nord di Cadzand-Bad.

## Geografia fisica

### Territorio
Cadzand si trova nella parte nord-occidentale della costa delle Fiandre Zelandesi, tra Sluis/Sint Anna ter Muiden e Breskens (rispettivamente a nord delle prime e ad est/sud-est della seconda).
La spiaggia di Cadzand è caratterizzata da lunghe dune.
Nei dintorni di Cadzand si trova la riserva naturale Zwin, che si estende fino a Knokke (Belgio).

## Origini del nome
Il toponimo Cadzand è attestato in questa forma solo a partire dal 1901. In precedenza era attestato come Katzant, Katsandt, Katsand, Cadezant, Cassant, Kadsand, Kadzand, Cadesand (1111-1115), Cadsant (1189), Caedsant (1263), ecc.
Il toponimo è formato dalle parole zand, "sabbia", e kade, che indica un "insieme di corsi d'acqua di piccole dimensioni".

## Storia
In origine il territorio in cui sorge la località era un'isola di 3.000 ettari di superficie chiamata Kadzand/Cadzand, che era bagnata a nord dal Mare del Nord e ad est dallo Zwarte Kat, e di cui si hanno notizie a partire dall'anno 1.000.
L'isola fu abitata a partire dal 1050 circa e sull'isola venne probabilmente eretta una cappella intorno all'anno 1.100.
Alla fine del XIV secolo, la parte orientale dell'isola sprofondò a causa di alcune alluvioni.
Nel 1576, il villaggio vero e proprio di Cadzand si era già formato.
Il 25 aprile 1604, la località, chiamata allora Casant, fu conquistata dal principe Maurizio.
|  |

Il 9 giugno 1708 la località fu probabilmente saccheggiata dai Francesi.
Nel 1902 fu creato il porticciolo di Cadzand.
Nel corso della seconda guerra mondiale, tra il 12, 21, 24, 28, 29 e il 30 ottobre 1944, le forze aeree canadesi bombardarono le dune di Cadzand, dove erano stati installati dei bunker tedeschi.

## Monumenti e luoghi d'interesse

### Architetture religiose

#### Chiesa di Sant'Anna
Alle origini della chiesa vi è probabilmente la cappella in legno eretta nel 1100 nell'isola di Cadzand.

### Architetture civili

#### Mulino van Aalbrechtse
Al nr. 14 di Badhuisweg si trova il Mulino van Aalbrechtse, costruito nel 1848.

#### Mulino Nooitgedacht
Al nr. 3 di Zuidzanseweg, si trova il mulino Nooitgedacht, un mulino a vento eretto originariamente nel 1898 e ricostruito nel 1948.
Nel 1976 andò a fuoco e fu ricostruito.
|  |

## Società

### Evoluzione demografica
Al censimento del 2010, Cadzand contava una popolazione pari a 790 abitanti.

## Cultura

### Il costume tradizionale di Cadzand
Particolarmente caratteristico è il costume di Cadzand, tanto che nel 2010 è stata fondata un'associazione per la sua salvaguardia.

## Geografia antropica

### Suddivisione amministrativa
- Cadzand
- Cadzand-Bad

## Economia

### Turismo
Oltre che per le sue spiagge, su cui si ergono hotel austeri, Cadzand è frequentata anche da collezionisti in cerca di denti di squalo fossilizzati.